# Helga Neumann
Helga Neumann, geb. Helga Freyer (* 1931 in Kirn; † 29. Juni 2022 in Wernigerode) war eine deutsche Kunsthistorikerin und Autorin.

## Leben
Helga Neumann wuchs in Schleusingen auf, studierte Kunstgeschichte und wurde 1960 an der Universität Leipzig mit einer Dissertation über die Johanneskirche in Saalfeld/Saale promoviert. Anschließend war sie Wissenschaftliche Assistentin an der Universität Halle-Wittenberg. Hier habilitierte sie sich 1968 mit einer Arbeit über die Ikonographie der Kreuzigung Christi. Sie erhielt jedoch keine Professur. Stattdessen war sie offenbar freiberuflich tätig, unter anderem für die Bauabteilung im Konsistorium der Kirchenprovinz Sachsen in Magdeburg.
Gemeinsam mit Hannelore Sachs und Ernst Badstübner verfasste sie das Lehrbuch und Nachschlagewerk Christliche Ikonographie in Stichworten, das 1973 im Verlag Koehler & Amelang erschien. Sachs-Badstübner-Neumann wurde zum Standardwerk und erreichte bis 1998 sieben Auflagen. Im Gegensatz zu seinem umfangreicheren westdeutschen Pendant, dem Lexikon der christlichen Ikonographie, war es auch für Studierende erschwinglich. Zwei westdeutsche Lizenzausgaben erschienen 1975 und 1983. Ab der 8. Auflage lautet der Titel Wörterbuch der christlichen Ikonographie. Die 10. Auflage erschien 2012.
Helga Neumann schrieb zahlreiche Kirchenführer, darunter mit der Klosterkirche Arendsee eines der letzten Hefte in der Reihe Das christliche Denkmal (Band 134, 1988). Von ihrem Wohnsitz in Wernigerode aus engagierte sie sich für die Straße der Romanik, aber auch für lokale Künstler.

## Werke
- S[ank]t Johannis zu Saalfeld : Untersuchungen zur Architektur und Plastik der Kirche Leipzig, Phil. F., Diss. v. 17. Aug. 1960
  - Die Johanniskirche zu Saalfeld (= Das christliche Denkmal 30) Berlin: Union 1960
  - Nauauflage als Die Kirchen St. Johannis und St. Gertrudis Saalfeld, Saale Schnell und Steiner 1991 (= Kleine Kunstführer 1921/Das christliche Denkmal 30), 2. Auflage 1996, ISBN 978-3-7954-4015-2
- Untersuchungen zur Ikonographie der Kreuzigung Christi. Halle, Phil. F., Habilitationsschrift v. 24. April 1968
- (mit Ernst Badstübner und Hannelore Sachs) Christliche Ikonographie in Stichworten Leipzig: Koehler und Amelang  1973; Lizenzausgabe München: Kösel 1975
  - zahlreiche Neuauflagen, seit der 8. Auflage Regensburg: Schnell und Steiner 2004 unter dem Titel Wörterbuch der christlichen Ikonographie ISBN 978-3-7954-1653-9
- Die Klosterkirche zu Arendsee (= Das christliche Denkmal 134) Berlin: Union 1988, ISBN 978-3-372-00226-1
- Die ökonomische und juristische Situation der Kathedralen in der DDR. In: Mariella Bocca (Hrsg.): La fabbrica eterna Vigevano: Diakronia 1993, S. 268–269
- Das Kloster Unser Lieben Frauen zu Magdeburg (= DKV-Kunstführer 438) München/Berlin: Deutscher Kunstverlag 1993
  - 3. Auflage 1995; 4. Auflage 1997; 5. Auflage, München/Berlin 2000.
- Romanik in Sachsen-Anhalt und Niedersachsen: eine geschichtliche Einführung.  Wernigerode: Schmidt 1994, ISBN 978-3-928977-32-6, 2. Auflage 1995, 4. Auflage 2004
- Die Kirchen in Wernigerode. Wernigerode: Schmidt 1994, ISBN 978-3-928977-22-7
- Die Kirchen in Halberstadt. Wernigerode: Schmidt 1997, ISBN 978-3-928977-35-7
- Klostermansfeld. (= Große Baudenkmäler 441), 3., veränderte Auflage, München/Berlin: Deutscher Kunstverlag 1998
- Die Martinikirche zu Halberstadt. (= DKV-Kunstführer 612) München/Berlin: Deutscher Kunstverlag 2003, 2. Auflage 2011, ISBN 978-3-422-02244-7
- St.-Sylvestri-Kirche in Wernigerode. (= Peda-Kunstführer 799) Passau: Peda 2010, ISBN 978-3-89643-799-0